# 華盛頓鎮區 (愛荷華州卡斯縣)
華盛頓鎮區（英語：Washington Township）是位於美國愛荷華州卡斯縣的一個行政鎮區。

## 地方資料
根據2010年美國人口普查的數據，華盛頓鎮區的面積為91.55平方千米，當中陸地面積為91.50平方千米，而水域面積為0.05平方千米。當地共有人口310人，而人口密度為每平方千米3.39人。